# İstiklalbağı, Sivrihisar
İstiklalbağı là một xã thuộc huyện Sivrihisar, tỉnh Eskişehir, Thổ Nhĩ Kỳ. Dân số thời điểm năm 2011 là 316 người.